# Smaragdina limbata
Smaragdina limbata es una especie de insecto coleóptero de la familia Chrysomelidae.
Fue descrita científicamente en 1806 por Steven.